# Heydoniella sarawakensis
Heydoniella sarawakensis är en stekelart som beskrevs av T.C. Narendran 2003. Heydoniella sarawakensis ingår i släktet Heydoniella och familjen bredlårsteklar. Inga underarter finns listade i Catalogue of Life.